# Hermann Panek
Hermann Panek (* 10. September 1944) ist ein deutscher ehemaliger Fußballspieler. In der Saison 1964/65 spielte er mit der Betriebssportgemeinschaft Motor Rudisleben in der DDR-Liga, der zweithöchsten Spielklasse im DDR-Fußball.

## Sportliche Laufbahn
In der Saison 1963/64 wurde Motor Rudisleben mit Hermann Panek Meister der Bezirksliga Erfurt. Damit qualifizierte sich die Mannschaft für die Aufstiegsspiele zur DDR-Liga. Mit drei Siegen und einer Niederlage wurde die BSG Motor ihrer Aufstiegsgruppe, wobei Panek als Rechtsaußenstürmer in allen vier Spielen eingesetzt wurde.
In den Punktspielen der DDR-Liga-Saison 1964/65 reichte es für Panek nicht für einen Stammplatz, da er in den 30 Ligaspielen nur 19-mal aufgeboten wurde. Bei seinen Einsätzen hatte er auch keine feste Position, wurde aber stets im Angriff eingesetzt. Seine beste Phase hatte er in der Saisonrückrunde, in der er vom 20. bis zum letzten Spieltag in der Mannschaft stand. Dabei kam er auch zu drei Torerfolgen.
Als Tabellenletzter mit nur vier Siegen stieg Motor Rudisleben nach nur einer Spielzeit für mehrere Jahre wieder in die Bezirksliga ab. Durch die DDR-Liga-Teilnahme hatte sich die BSG Motor für die Teilnahme am DDR-Pokal-Wettbewerb 1965/66 qualifiziert. Dabei erreichte Rudisleben überraschend das Achtelfinale, Panek wurde aber nur in der 1. Runde aufgeboten.
Hermann Panek blieb bis 1975 dabei und verhalf der BSG 1968 noch einmal zur Bezirksmeisterschaft. In den vier Aufstiegsspielen scheiterte die Mannschaft diesmal als Vierte von fünf Bewerbern. Panek bestritt wieder als Stürmer alle vier Aufstiegsspiele.
Als 30-Jähriger beendete Hermann Panek 1975 seine Laufbahn als Fußballspieler im zweit- und drittklassigen Fußball.